# Занулення (роман)
«Занулення» (англ. Count Zero) — науково-фантастичний роман канадського письменника-фантаста Вільяма Ґібсона, вперше опублікований 1986 року. Це другий твір трилогії «Кіберпростір», яку відкрив «Нейромант» (1984) і завершує «Мона Ліза стрімголов» (1988). Як і решта книг трилогії, роман є одним із ранніх зразків і класикою жанру кіберпанк.
Перші глави роману були надруковані у Журналі Айзека Азімова в січні 1986 (100-й випуск). Обкладинку січневого випуску журналу, присвячену твору Гібсона, створив Хісакі Ясуда, чорно-білі ілюстрації створив Г. К. Поттер. Наступні частини твору виходили в лютневому і березневому випусках.

## Назва твору
Назва книги повторює псевдонім головного героя, Боббі Ньюмарка. В англомовній назві Гібсон вживає гру слів: «Count» означає «граф» і «рахунок», «відлік», що відсилає до програмістського терміну переривання на рахунок «0» чи «нульовий відлік» (count zero interrupt).

## Структура та стислий сюжет
Дія роману відбувається через сім років після подій «Нейроманта». Кіберпростір назавжди змінився внаслідок подій описаних у першому романі, проте пояснення нових явищ не має ніхто. Потужні транснаціональні корпорації, Маас Біолабс і Хосака, ведуть боротьбу за контроль над потужною новою технологією (біочіпи), за допомогою хакерів у матриці, шпигунів і бойовиків.
Як і в інших творах, Гібсон застосовує чергування коротких глав, у яких розвиваються сюжетні лінії з окремими центральними персонажами, що поступово сходяться до розв'язки твору.
Лінія перша: Тернер, корпоративний найманець, працюючи на Хосаку, керує операцією проти її конкурентів, маючи на меті допомогу у втечі Мітчела, блискучого вченого, біохакера з корпоративного містечка-фортеці Маас Біолабс, побудованого на столовій горі десь в пустелі Аризони. Операція приносить багато сюрпризів і Тернер, не знаючи, кому можна довіряти крім себе самого, починає власну гру. Йому допомагає брат (вчений-відлюдник), донька та водночас піддослідна Мітчела, невідомі сили з матриці. Його мандрівка веде з південного заходу США на Східне узбережжя.
Лінія друга: в нудному містечку десь у Нью-Джерсі молодий хакер, Боббі Ньюмарк, само-названий «Графом Нуль», отримує з чорного ринку до-тестове програмне забезпечення та дивом виживає при спробі його використання. Розслідування того, що спричинило це диво, стає головним рушієм цієї лінії. Тут дії вуличних банд переплітаються з інтересами корпорацій, а кіберпростір виявляється населеним істотами подібними до божків вуду. Як мінімум одна з мрій Боббі — вирватися з рідного містечка — справджується, він прямує в Мурашник, мегаполіс, що розрісся від Нью-Йорка до Вашингтону.
Лінія третя: Марлі Крушкова, колишня власниця галереї мистецтв завербована мульти-мільярдером, затворником і покровителем мистецтв, щоби знайти невідомого творця серії футуристичних шкатулок в стилі робіт Джозефа Корнелла. Її пригоди стартують у Західній Європі, сповнені елегантних загадок і особистих жертв вони несподівано приводять на місце розв'язки дії «Нейроманта». Чи зможе вона протистати всесиллю свого працедавця — залежить від неї, але чи буде він переможений і виживе вона — вирішується в кіберпросторі.
Всі сюжетні лінії поєднуються темами пошуку безсмертя, змін кіберпростору під впливом автономних штучних інтелектів, долі приватного та корпоративного капіталу, всесилля кланів, банд і корпорацій при майже повному безсиллі національних урядів, цифровій та біологічній технології, приватній космонавтиці, відродженню культурних феноменів (як культ вуду або мистецтво ручної роботи) в цифровій епосі.

## Відзнаки
Роман був номінований на премії Locus та British Science Fiction 1986 року, а також Hugo та Nebula 1987.

## Українське видання
«Видавництво» у 2021 році видали продовження «Нейроманта» під назвою «Занулення». Переклад здійснює з англійської Ольги Любарської, редактор Олександр Стукало, оформлення Стронґовського, коректорка Марина Гетманець.